# Calophlebia
Calophlebia is een geslacht van libellen (Odonata) uit de familie van de korenbouten (Libellulidae).

## Soorten
Calophlebia omvat 2 soorten:
- Calophlebia interposita Ris, 1909
- Calophlebia karschi Selys, 1896